# Puendeluna
Puendeluna (aragónul Puent de Luna) település Spanyolországban,  Zaragoza tartományban. Puendeluna Piedratajada, Valpalmas, Ardisa, Murillo de Gállego, Lupiñén-Ortilla és Loscorrales községekkel határos. Lakosainak száma 42 fő (2024).

## Népesség
A település népessége az utóbbi években az alábbiak szerint változott:
| Lakosok száma | 61   | 65   | 60   | 58   | 63   | 51   | 46   | 44   | 48   | 42   |
|               | 2001 | 2004 | 2007 | 2009 | 2012 | 2014 | 2017 | 2019 | 2022 | 2024 |